# 东镇街道 (玉门市)
东镇街道，是中华人民共和国甘肃省酒泉市玉门市下辖的一个乡镇级行政单位。

## 行政区划
东镇街道下辖以下地区：
虚拟社区。